# فینال جام حذفی فوتبال انگلستان ۱۸۹۸

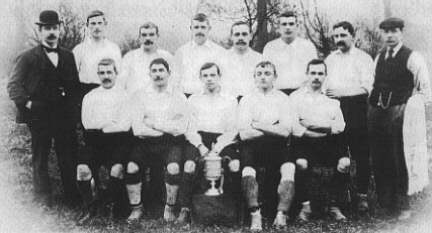
تیم فوتبال ناتینگهام فارست در سال ۱۸۹۸ با کاپ قهرمانی جام حذفی

فینال جام حذفی فوتبال انگلستان ۱۸۹۸، رقابت پایانی جام حذفی فوتبال انگلستان در سال ۱۸۹۸ میلادی است که مابین دو تیم باشگاه فوتبال ناتینگهام فارست و باشگاه فوتبال دربی کانتی در کریستال پالاس لندن برگزار شده‌است.
این مسابقه که در تاریخ ۱۶ آوریل ۱۸۹۸ انجام شده‌است با نتیجه ۳ بر ۱ به سود تیم باشگاه فوتبال ناتینگهام فارست به پایان رسید.